# 張應祺
張應祺（1492年—？），字元吉，浙江杭州府仁和縣人，民籍，明朝政治人物。

## 生平
正德五年庚午科浙江鄉試第三十四名舉人。正德六年（1511年）中式辛未科會試第三百十一名，登第三甲第六十七名進士。授徽州府推官，官至刑部主事。

## 家族
曾祖張翱；祖父張鵬，義官；父張繪，醫學正科。嫡母沈氏；繼母潘氏；生母陳氏。弟應祐、應祥、應禔、應祚、應禴、應襓。